# 圖奧勒米城 (加利福尼亞州)
圖奧勒米城（英語：Tuolumne City）是位於美國加利福尼亞州圖奧勒米縣的一個人口普查指定地區。

## 地理
圖奧勒米城的座標為37°57′42″N 120°14′13″W / 37.96167°N 120.23694°W，而該地最高點為海拔高度783米（即2569英尺）。

## 人口
根據2010年美國人口普查的數據，圖奧勒米城的面積為6.118平方千米，當中陸地面積為6.040平方千米，而水域面積為0.078平方千米。當地共有人口1779人，而人口密度為每平方千米290人。